# Vedblomflugor
Vedblomflugor (Xylota) är ett släkte i familjen blomflugor som är knutna till skogar med gamla träd och mycket död ved.

## Kännetecken
Vedblomflugor är små till stora blomflugor med en längd på mellan 8 och 17 millimeter. De är oftast mörka och långsmala, ibland med orangeröda fält eller fläckar på bakkroppen. Benen har alltid inslag av gult, vilket skiljer släktet från mulmblomflugorna. Ögonen och antennborsten saknar synlig behåring. Baklåren är relativt kraftiga och hanen har ett utskott vid baklårets bas.

## Levnadssätt
Vedblomflugor lever i miljöer där det finns gamla träd under nedbrytning. De kan ofta ses hämta pollen som hamnat på blad, men man kan också se dem hämta pollen på blommor, till exempel flockblommiga växter och hagtorn. Larverna utvecklas i död ved, till exempel stubbar och lågor, men biologin är dåligt känd för många av arterna i släktet.

## Utbredning
Släktet har 108 kända arter varav 36 förekommer i palearktis. Av dem finns 12 i Europa och alla dessa finns också i Sverige.

## Systematik
Släktena med det svenska namnet mulmblomflugor, Brachypalpoides, Brachypalpus och Chalcosyrphus, fördes tidigare också till detta släkte men räknas numera oftast som egna släkten. 

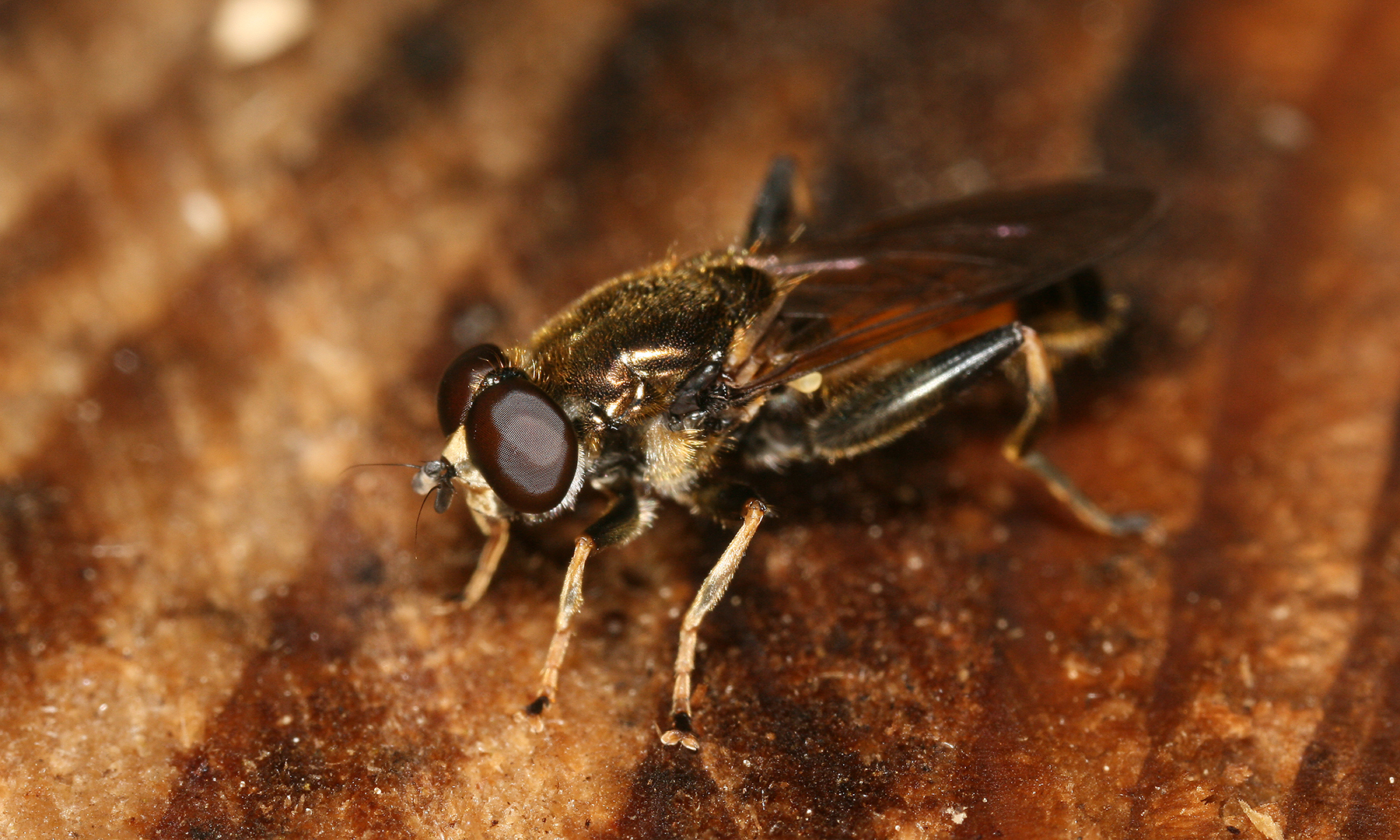
Lövvedblomfluga (X. sygnis) hane

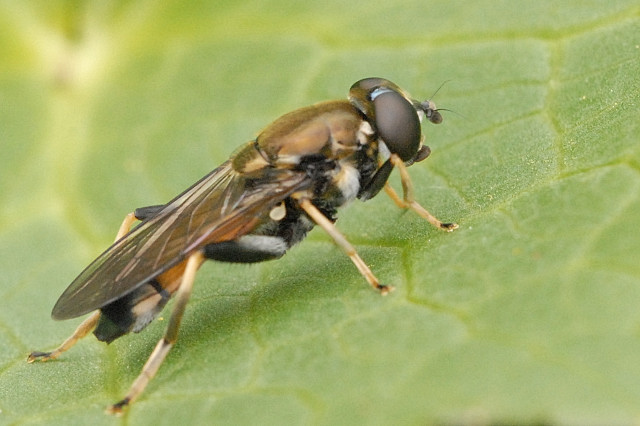
Guldvedblomfluga (X. sylvarum)

### Arter i Norden
I tabellen nedan kan man sorter på svenskt eller vetenskapligt namn.
| Svenskt namn       | Vetenskapligt namn     | Auktor             | Utbredning i Norden                                                       |
| ------------------ | ---------------------- | ------------------ | ------------------------------------------------------------------------- |
| bokvedblomfluga    | Xylota abiens          | Meigen, 1822       | Skåne och Danmark.                                                        |
| silvervedblomfluga | Xylota caeruleiventris | Zetterstedt, 1838  | Finland. Enstaka fynd i Sverige.                                          |
| lång vedblomfluga  | Xylota florum          | Fabricius, 1805    | Götaland, Svealand och Norrlandskusten. Danmark, Finland och södra Norge. |
| röd vedblomfluga   | Xylota ignava          | Panzer, 1798       | Sverige och Finland utom fjällen.                                         |
| barrvedblomfluga   | Xylota jakutorum       | Bagatshanova, 1980 | Hela Norden utom fjällen och Island.                                      |
| aspvedblomfluga    | Xylota meigeniana      | Stackelberg, 1964  | Sverige, Finland och söda Norge.                                          |
| lövvedblomfluga    | Xylota segnis          | Linné, 1758        | Hela Norden utom fjällen och Island.                                      |
| svart vedblomfluga | Xylota suecia          | Ringdahl, 1943     | Fjällnära skogsområden.                                                   |
| guldvedblomfluga   | Xylota sylvarum        | Linné, 1758        | Skåne till Medelpad. Danmark, södra Norge och Finland.                    |
| lundvedblomfluga   | Xylota tarda           | Meigen, 1822       | Hela Norden utom fjällen och Island.                                      |
| granvedblomfluga   | Xylota triangularis    | Zetterstedt, 1838  | Norra Svealand, Norrland och Finland.                                     |
| alléblomfluga      | Xylota xanthocnema     | Collin, 1939       | Skåne, östra Danmark och södra Norge.                                     |

## Etymologi
Xylota betyder träliknande, vilket troligtvis syftar på att larverna är vedlevande.